# Rosa-Jochmann-Hof

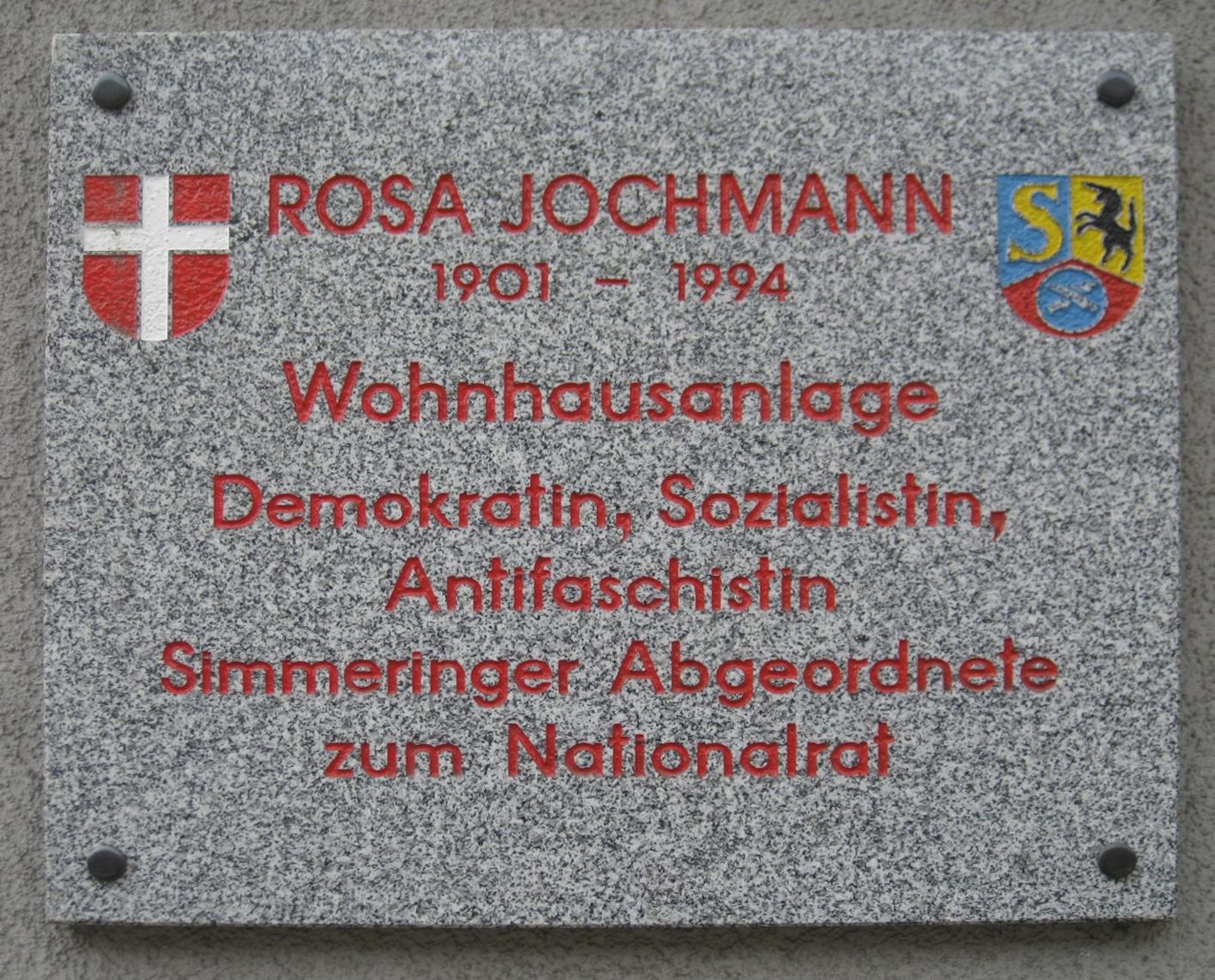
Gedenktafel für Rosa Jochmann

Der Rosa-Jochmann-Hof ist ein heute 276 Wohnungen umfassender Gemeindebau im 11. Wiener Gemeindebezirk, Simmering. Er wurde 1931 / 1932 von Josef Frank und Oskar Wlach entworfen.

## Geschichte
Im Roten Wien der Zwischenkriegszeit entstanden zahlreiche kommunale Wohnbauten, 17 davon im 11. Bezirk. Anfang des 20. Jahrhunderts befanden sich im Bereich des heutigen Rosa-Jochmann-Hofs einige Häuser aus dem 19. Jahrhundert und ein Wirtshaus. Die ursprüngliche Planung sah vor, dass sich die Wohnhausanlage bis zur Hasenleitengasse erstrecken sollte, die Entscheidung fiel aber letztlich auf eine reduzierte Version des Projekts. 1931 wurde mit der Errichtung begonnen. Zum Zeitpunkt der Fertigstellung im Jahr 1932 war die Anlage der größte Gemeindebau Simmerings, ein Jahr später ging dieser Rang auf den 599 Wohnungen umfassenden Strindberghof über.
1939 wurden Aufstockungen durchgeführt, ab 1988 Aufzüge eingebaut. Von 2004 bis 2006 erfolgte eine Generalsanierung der Wohnhausanlage, bei der unter anderem das Dach neu gedeckt wurde, die Fenster und Türen erneuert wurden und ein neuer Spielplatz errichtet wurde. Außerdem wurde die Fassade mit einem Wärmedämmverbundsystem versehen und die Wohnanlage an das Netz der Fernwärme Wien angeschlossen.
Am 10. September 2013 erfolgte die Benennung des bis dahin namenlosen Gemeindebaus als Rosa-Jochmann-Hof nach der mit Simmering stark verbundenen Widerstandskämpferin und sozialdemokratischen Politikerin Rosa Jochmann.

## Allgemeines
Die Wohnhausanlage steht unter Denkmalschutz (Listeneintrag) und wird durch die Simmeringer Hauptstraße, die Fickeysstraße, die Pleischlgasse und die Strachegasse begrenzt. Im Bereich der Ecke Simmeringer Hauptstraße und Fickeysstraße (Straßenbahn-Haltestelle) befinden sich drei Gründerzeit-Miethäuser, die nicht Teil des Gemeindebaus sind. Eine Lücke im Bereich der Kreuzung Simmeringer Hauptstraße und Strachegasse wurde 1961 durch eine weitere kommunale Wohnhausanlage geschlossen. Rund 250 Meter nördlich befindet sich die Verkehrsstation Wien Simmering.
Der vier- bis fünfstöckige Bau umfasst 22 Stiegen, die als Randbebauung um einen großen, parkartigen Innenhof gruppiert sind. Die ansonsten eher einfach gestaltete Anlage wird entlang der Simmeringer Hauptstraße fassadenseitig durch eine rhythmische Anordnung von Erkern unterteilt. Die einzelnen Stiegen sind farblich gegeneinander abgesetzt. In der Erdgeschoßzone an der Simmeringer Hauptstraße befinden sich Geschäfte und Gastronomiebetriebe.